# Keban Jati (Pasma Air Keruh)
Keban Jati is een bestuurslaag in het regentschap Empat Lawang van de provincie Zuid-Sumatra, Indonesië. Keban Jati telt 1447 inwoners (volkstelling 2010).